# 金洲鎮
金洲鎮（きんしゅうちん）は中華人民共和国湖南省長沙市寧郷市の鎮。

## 行政区画
- 関山社区
- 全民村
- 同興村
- 坪石村
- 潙橋村
- 箭楼村
- 顔塘村
- 泉塘村
- 竜橋村
- 双金村
- 南洲村

## 歴史
1958年10月、全民郷人民公社を設立。
1983年7月、全民郷人民公社は長沙市の管轄に属する。
1984年5月、全民郷人民公社を撤銷、全民郷を設立。
1990年、夏鐸鋪区を併入する。
1995年5月、全民郷と泉塘郷が統合され、「全民郷」となる。 
2007年6月、「金洲郷」に改称。
2009年11月、金洲鎮に昇格。

## 経済

### 名物・特産品
- イネ

## 地理
金洲鎮は寧郷市の北東部に位置し、北は双江口鎮と、東は烏山鎮と、西は歴経鋪街道と、南は夏鐸鋪鎮とそれぞれ接している。
- 河川：潙水河

## 教育
- 初級中学：泉塘中学、金洲中学

## 交通

### 鉄道
- 石長線

### 道路
- 金洲大道
- 高速道路：長張高速道路

## 観光
- 関山村観光景区[3]